# Ellen Quistgaard
Ellen Johanne Emilie Quistgaard (født 3. september 1913, død 31. august 1990) var en dansk modstandskvinde under Besættelsen. Hun spillede en vigtig rolle i organiseringen af nedkastningsoperationer og videreformidling af forsyninger fra De Allierede under 2. verdenskrig.

## Baggrund
Ellen Quistgaard blev født i København som datter af murerarbejdsmand Kristen Nielsen og Kirsten Hansen. Hun blev student fra Akademisk Kursus i 1935 og rejste derefter til Paris.
Her mødte hun Georg Quistgaard (1915-1944), søn af sekretær Georg Brockhoff Quistgaard og Marie Bolette Breyen. Parret arbejdede som husassistenter og foretog en længere rejse gennem Europa – først på cykel, siden til fods og med tog - og blev gift i 1938.

## Modstandsarbejde
Efter den tyske besættelse blev parret involveret i illegal bladvirksomhed.
I begyndelsen af 1943 husede de en britisk faldskærmssoldat, hvilket førte til deres inddragelse i modstandsbevægelsens modtagearbejde. Via Ole Geisler, leder af nedkastningsoperationerne i Jylland, blev Georg Quistgaard inviteret ind i organisationen. Ellen Quistgaard insisterede på også at deltage på trods af, at kvinder sjældent havde operative roller i marken. Hun deltog i flere af de tidlige vellykkede modtagelser, bl.a. ved Randers, Hvidsten og Aalborg i foråret 1943. 
Flere af hendes samtidige i modstandsbevægelsen betragtede hende som den, der i praksis ledte den logistiske side af nedkastningsarbejdet - planlægning, koordination af ompakning og videre distribution. Derudover udførte hun omfattende kurérarbejde og ledsagede personer.

## Flugt og eksil
Efter hendes mand blev arresteret og siden henrettet af tyskerne i januar 1944, måtte Ellen Quistgaard gå under jorden. Hun opholdt sig i en periode på Damehotellet i København, der var kendt for at give husly til personer tilknyttet modstandsbevægelsen. Da Gestapo i april samme år fik kendskab til hendes aktiviteter og identitet, flygtede hun til Sverige.
Her blev hun tilknyttet den danske efterretningsofficer Niels B. Schou som sekretær. Hun bistod med arbejde relateret til overvågning af illegale ruter, sikkerhedsarbejde og indsamling af oplysninger om mulige stikkere i Danmark.

## Senere liv
Efter Befrielsen vendte Ellen Quistgaard tilbage til Danmark med Den Danske Brigade, men forlod kort efter landet igen for at tage ansættelse på den danske ambassade i Washington, D.C.
Efter syv år i USA vendte hun hjem og begyndte at studere engelsk på Københavns Universitet. Hun blev mag.art. i 1973 og blev herefter ansat ved universitetet.